# Hayastani Azgayin Scautakan Sharjum Kazmakerputiun
Hayastani Azgayin Scautakan Sharjum Kazmakerputiun (HASK, « Mouvement scout national d'Arménie ») est la première organisation de scouts en Arménie. Elle fait partie de l'OMMS depuis 1997. Le mouvement est mixte et comptait 2 368 membres en 2004. Sa devise scoute est Misht Badrast, qui signifie « Toujours prêt ». L'emblème scout reprend les couleurs nationales ainsi que des éléments des armoiries de l'Arménie. On y voit notamment le mont Ararat.

## Histoire
La première trace de scoutisme en Arménie remonte à 1912. À partir des années 1915-1916, quand se produit le génocide arménien, le scoutisme cesse d'exister dans le pays mais continue son développement à l'étranger parmi les réfugiés qui ont survécu, ainsi que parmi ceux qui ont fui le régime soviétique.
Haï Ari, l'Association des Scouts arméniens, est membre de l'OMMS de 1928 à 1997 alors qu'elle est en exil et que son siège se trouve en France, où sont recensés 1 100 membres. L'organisation est alors une exception car elle ne possède pas de base territoriale. En 1978, le docteur Kourkène Medzadourian reçoit le loup de bronze, la seule distinction décernée par le Comité mondial du scoutisme pour services exceptionnels rendus au monde du scoutisme.
Dès la proclamation de la République indépendante d'Arménie en 1991, l'organisation basée en France émet le souhait que le scoutisme soit aussi vite que possible réintroduit sur le sol arménien. Elle a ainsi beaucoup aidé à la création du Mouvement scout national d'Arménie. En 1994, Hayastani Azgayin Scautakan Sharjum Kazmakerputiun, le « Mouvement scout national d'Arménie », voit le jour. Dix ans plus tard, il comptait 2 368 membres, filles et garçons, partout sur le territoire de la République. La base française se retire de l'OMMS pour laisser sa place au HASK. L'adhésion a lieu le 18 avril 1997, le mouvement devenant alors la 144e organisation nationale reconnue par l'OMMS. Le nouveau mouvement scout national arménien est représenté au 18e Jamboree mondial aux Pays-Bas en 1995.